# Władysław Findeisen
Władysław Findeisen (ur. 28 stycznia 1926 w Poznaniu, zm. 7 marca 2023 w Warszawie) – polski inżynier, profesor nauk technicznych, rektor Politechniki Warszawskiej (1981–1985), automatyk, współtwórca teorii systemów w ramach szeroko pojętej nauki o sterowaniu, przewodniczący Prymasowskiej Rady Społecznej, senator I i II kadencji. Kawaler Orderu Orła Białego.

## Życiorys
Przodkowie od strony ojca pochodzili z Saksonii. Jego dziadkiem był Gustaw Adolf Findeisen, organizator kolejnictwa na ziemiach Królestwa Polskiego, współpracownik Leopolda Kronenberga, związany z jego Koleją Warszawsko-Wiedeńską. Urodził się jako syn inżyniera Stanisława Findeisena (1873–1970) i Alicji z domu Handke (1896–1994). Jego stryjeczną siostrą była Krystyna Tustanowska, natomiast ciotką działaczka społeczna Jadwiga Pawińska.
Ukończył szkołę powszechną. W czasie II wojny światowej w maju 1944 w ramach tajnego nauczania zdał maturę w Państwowym Liceum i Gimnazjum im. Stanisława Staszica w Warszawie. Był żołnierzem Armii Krajowej. W jej szeregach brał udział w powstaniu warszawskim, uczestniczył w walkach w Śródmieściu i na Mokotowie. Po upadku powstania, w którym zginął jego dwa lata starszy brat Stanisław oraz dwaj najbliżsi kuzyni Andrzej i Krystyn, przebywał w obozie jenieckim w Niemczech, skąd powrócił w grudniu 1945. W tym samym miesiącu rozpoczął studia na Wydziale Elektrycznym Politechnice Warszawskiej, które ukończył w 1949.
Podjął pracę na macierzystej uczelni jako asystent w Katedrze Miernictwa Elektrycznego, gdzie jego przełożonym był Kazimierz Drewnowski. W 1954, po studiach aspiranckich kierowanych przez Stanisława Kuhna, uzyskał stopień naukowy doktora nauk technicznych. W następnym roku został kierownikiem nowej Katedry Automatyki i Telemechaniki. W 1957 został docentem, w 1962 i 1971 otrzymywał odpowiednio tytuł naukowy profesora nadzwyczajnego i zwyczajnego. W 1971 został też członkiem korespondentem Polskiej Akademii Nauk, a w 1986 członkiem rzeczywistym PAN. Został też członkiem zwyczajnym Towarzystwa Naukowego Warszawskiego.
11 kwietnia 1981 został wybrany na rektora Politechniki Warszawskiej w pierwszych po wieloletniej przerwie wolnych wyborach władz uczelni. W 1984 mimo oporu uczelnianych i pozauczelnianych organów PZPR wybrano go na następną kadencję rektorską, jednak w listopadzie 1985 decyzją ówczesnych władz PRL został odwołany ze stanowiska.
W latach 1986–1990 przewodniczył Prymasowskiej Radzie Społecznej, należał też do Komitetu Obywatelskiego przy przewodniczącym „Solidarności” Lechu Wałęsie (1988–1990). W 1989 uczestniczył w obradach Okrągłego Stołu, był współprzewodniczącym (z Aleksandrem Gieysztorem) obrad plenarnych. W wolnych wyborach z 4 czerwca 1989 do Senatu uzyskał mandat senatora z ramienia KO w okręgu warszawskim. W 1991 po raz drugi został senatorem, kandydując z ramienia Unii Demokratycznej. W Senacie był m.in. przewodniczącym Komisji Kultury, Środków Przekazu, Nauki i Edukacji Narodowej. W 1993 bez powodzenia ubiegał się o reelekcję
Opublikował ponad 120 pozycji naukowych, w tym około 80 artykułów naukowych oraz kilka książek.
Był żonaty, miał troje dzieci. Pochowany na cmentarzu ewangelicko-augsburskim (sektor Al24/1/1).

## Odznaczenia i wyróżnienia
W 2012, w uznaniu znamienitych zasług dla Rzeczypospolitej Polskiej, za wybitne osiągnięcia w pracy naukowej i dydaktycznej, za działalność na rzecz przemian demokratycznych i wolnej Polski, został odznaczony Orderem Orła Białego.
W 1976 otrzymał Nagrodę Państwową II stopnia. Został też odznaczony Krzyżem Komandorskim Orderu Odrodzenia Polski. Wyróżniony Medalem Komisji Edukacji Narodowej, Krzyżem Armii Krajowej, Warszawskim Krzyżem Powstańczym, medalem  „Zasłużonemu dla Kościoła i Narodu”, Orderem Świętego Grzegorza Wielkiego i Złotym Medalem 100-lecia Odnowienia Tradycji Politechniki Warszawskiej.
Doktor honoris causa City, University of London (1984), Politechniki Warszawskiej (1996), Politechniki Gdańskiej (1997) i Technische Universität Ilmenau (1997).
W 2020 otrzymał tytuł honorowego obywatela miasta stołecznego Warszawy.

## Publikacje
- W. Findeisen (red.), Poradnik inżyniera automatyka. WN-T, Warszawa 1973, s. 1123.
- Wielopoziomowe układy sterowania. PWN, Warszawa 1974, s. 296. Seria: BNI Biblioteka Naukowa Inżyniera.
- W. Findeisen, J. Szymanowski, A. Wierzbicki, Teoria i metody obliczeniowe optymalizacji. PWN, Warszawa 1977, s. 708. Seria: BNI Biblioteka Naukowa Inżyniera.
- Technika regulacji automatycznej. PWN, Warszawa 1978, s. 442. Seria: BNI Biblioteka Naukowa Inżyniera.
- W. Findeisen, J. Szymanowski, A. Wierzbicki, Teoria i metody obliczeniowe optymalizacji. PWN, Warszawa 1980, s. 708. Seria: BNI Biblioteka Naukowa Inżyniera. ISBN 83-01-00976-4.
- W. Findeisen (red.), Analiza systemowa – podstawy i metodologia. PWN, Warszawa 1985, s. 747. Seria: Analiza Systemowa i Jej Zastosowania. ISBN 83-01-04991-X.
- Struktury sterowania dla złożonych systemów. Wyd. Oficyna Wydawnicza Politechniki Warszawskiej, Warszawa 1997, s. 190. ISBN 83-87012-84-X.